# Zarine Khan
Zarine Khan (14 tháng 5 năm 1987 là nữ diễn viên, người mẫu Ấn Độ. Cô thường xuất hiện trong các bộ phim của Ấn Độ, chủ yếu là phim tiếng Hindi. Ngoài ra cô còn tham gia diễn xuất phim Tamil và Punjabi

## Các phim đã đóng
| Năm  | Phim                         | Vào vai             | Ngôn ngữ | Ghi chú                                           |
| ---- | ---------------------------- | ------------------- | -------- | ------------------------------------------------- |
| 2009 | Veer                         | Princess Yashodhara | Hindi    | Đề cử - Giải Zee Cine cho diễn viên xuất sắc nhất |
| 2011 | Ready                        | Khushi              | Hindi    | Xuất hiện đặc biệt với ca khúc "Character Dheela" |
| 2012 | Housefull 2                  | JLo                 | Hindi    |                                                   |
| 2013 | Naan Rajavaga Pogiren        | Malgove             | Tamil    | Xuất hiện đặc biệt với ca khúc "Malgove"          |
| 2014 | Jatt James Bond              | Lalli               | Punjabi  |                                                   |
| 2014 | Karikalan                    | Velir princess      | Tamil    | Quay phim                                         |
| 2014 | The Legend of Michael Mishra | TBA                 | Hindi    | Quay phim                                         |
| 2014 | Amar Must Die                | TBA                 | Hindi    | Quay phim                                         |